# La Vie du Christ
La Vie du Christ oder auch La naissance, la vie et la mort du Christ (dt. Geburt, Leben und Tod Christi) ist ein Film der französischen Regisseurin Alice Guy aus dem Jahr 1906. Der Film basiert auf der Lebensgeschichte Jesu, wie sie im Neuen Testament überliefert ist. La Vie du Christ gilt als erster „Sandalenfilm“ der Filmgeschichte.

## Inhalt und Form
Der Film besteht aus 25 untertitelten Szenen und umfasst die Zeit von der Ankunft der Eltern Jesu in Bethlehem bis zu seiner Auferstehung.
Eine Szene erzählt die Geschichte vom Barmherzigen Samariter, eine stellt eine der Wunderheilungen Jesu dar (die Heilung der Tochter des Jairus), die Szenen 7 bis 23 betreffen die Passion Christi.

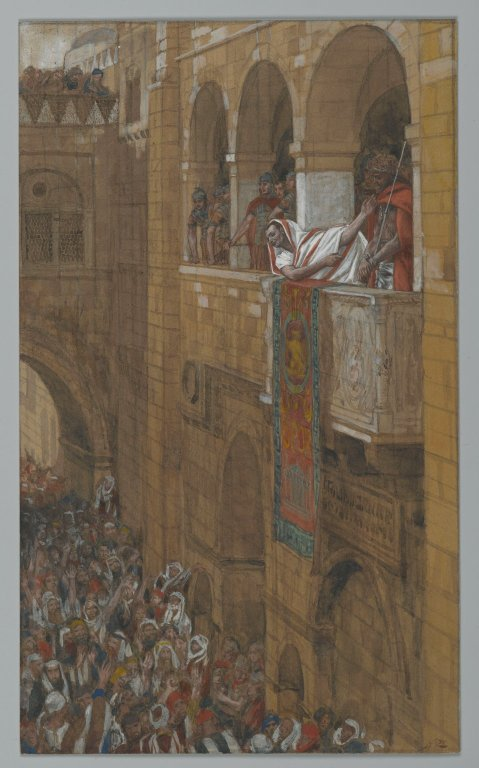
James Tissot: Ecce homo, um 1890, Brooklyn Museum of Art

## Produktionsnotizen
Produziert wurde der Film vom Studio Gaumont. Als Vorlage dienten Guy die Gouachen über das Leben Jesu des französischen Malers James Tissot, die bis 1900 entstanden sind, die vom Brooklyn Museum angekauft und in einer französischen und einer englischen Sammler-Ausgabe publiziert wurden. Wie Alice Guy in ihrem Erinnerungsbuch schreibt, habe sie schon seit langem einen Film über die Passion Christi drehen wollen. Die „wundervollen“ Bibelillustration Tissots, die er nach Skizzen während eines Aufenthalts im Heiligen Land geschaffen habe, waren für sie eine ideale Dokumentation was Kostüme, Ausstattung und sogar was lokale Bräuche betrifft.
Gedreht wurde der Film in den Gaumont Studios in Buttes-Chaumont, einzelne Szenen auch im Wald von Fontainebleau. Mit einer Länge von 35 Minuten übertraf er alle in der Frühzeit des Films gedrehten Filme nach einem Stoff aus der Bibel. Das Set-Design schuf Henri Ménessier unter Mitarbeit von 20 weiteren Bühnenbildnern. La Vie du Christ war eine seiner ersten Arbeiten in seiner langen Karriere als Filmarchitekt in Frankreich und in den USA. Das großzügige Budget erlaubte eine verschwenderische Ausstattung des Films, an dem 300 Statisten teilnahmen. Die Hauptrolle des Jesus von Nazareth spielte Victorin Jasset, der auch als Regieassistent beteiligt war. In der frühen Literatur zum Film wird gelegentlicher er und nicht Guy als Regisseur genannt, was inzwischen von der Forschung widerlegt wurde.
Kameramann war Anatole Thiberville (1857–1921), mit dem Guy rund 200 Filme gedreht hat. Die einzelnen Szenen wurden, wie im damaligen Kino üblich, vor einer festen Kamera gespielt, mit einer Ausnahme: In der Szene, als Jesus sein Kreuz auf den Hügel Golgotha schleppt, folgt ihm die Kamera, eins der ersten Beispiele, dass eine  bewegliche Kamera beim Filmen eingesetzt wurde.

## Veröffentlichung
Die Uraufführung des Films fand im April 1906 in Paris statt. Im Mai 1907 folgte die Erstaufführung in den Vereinigten Staaten in einer um englische Untertitel ergänzten Fassung. 2009 produzierte Gaumont eine DVD mit über 60 Filmen der Regisseurin, die zwischen 1887 und 1913 entstanden sind, darunter auch La Vie du Christ.